# 蒼溪縣蘇維埃政府舊址
蒼溪縣蘇維埃政府舊址位於四川省廣元市蒼溪縣，文物遺址年代判定為1933年。2012年7月16日公佈為第八批四川省文物保護單位。
蒼溪縣蘇維埃政府舊址，位於四川省廣元市蒼溪縣文昌鎮人民政府東南300米處。中國工農紅軍第四方面軍於1933年6月底佔領蒼溪縣文昌場。9月8日，蒼溪縣第一次工農兵代表大會在文昌場召開，建立蘇維埃政權，蒼溪縣蘇維埃政府設在至今保存完好的舊址內。該舊址系四合院穿鬥式木構建築，共有房屋十二間。前後各四間，均面闊18米，進深7.7米，高5.6米。東西廂房各兩間，均面闊7.6米，進深4.5米。1933年，中國工農紅軍第四方面軍總指揮徐向前同志進入蒼溪文昌後，曾住在此院。1983年，蒼溪縣蘇維埃政府舊址被蒼溪縣人民政府公佈為縣級文物保護單位。